# EC VSV
Eishockey-Club Villacher Sportverein (kort EC VSV) är en österrikisk ishockeyklubb från Villach i Kärnten, som spelar i Österrikiska ishockeyligan. Hemmamatcherna spelas i Stadthalle Villach (cirka 4 500 platser). VSV har hittills vunnit den österrikiska mästartiteln sex gånger (1981, 1992, 1993, 1999, 2002, 2006). Klubben bildades 1923 och Klubbfärgerna är blå och vit.